# De toverkol van Tollembeek
De toverkol van Tollembeek is het 125ste album uit de Vlaanderen stripreeks De avonturen van Urbanus en verscheen in 2007 in België. Het scenario werd bedacht door Urbanus en de tekenaar van dit album is Willy Linthout.

## Verhaal
Het begint op de mooiste dag van het jaar voor de familie Urbanus: op 4 mei wordt het grof vuil buitengezet. Ook het enge meisje uit het Zwarte winkeltje zet haar grof vuil buiten. Daarbij zitten een heksenkostuum en een pot Pestbacillen, Urbanus denkt dat het snoepjes zijn en neemt het mee naar school. De Pestbacillen beginnen iedereen te pesten, zelfs meester Kweepeer. Urbanus kreeg een onmenselijke straf. Hij kwam klagen bij Frigoletta de keizerin van Tollembeek sinds het 121ste album Wieske valt van haar Suuske over de straf. Maar Frigoletta had het veel te druk, dus werd Urbanus eerste minister van Tollembeek. Urbanus werd echt een tiran en Cesar werd beul. Eufrazie krijgt bezoek van haar vriendinnen en vindt niets om aan te trekken, ze pakt het heksenkostuum van het Zwarte winkeltje. Ze laat haar toverkunsten zien met haar toverstokje dat er bij zat, maar het breekt. Later komt koningin Beatrix van Nederland op bezoek. Eufrazie laat met haar kapotte toverstok twee paar klompen de horlepiep dansen maar dat mislukt omdat Beatrix de klompen in haar gezicht kreeg. Zij verklaart de oorlog aan Tollembeek. Maar Frigoletta wil dat niet. Beatrix belooft Tollembeek niet te bombarderen als Eufrazie verbrand wordt als heks. Eufrazie staat op de brandstapel maar Urbanus redt haar. Beatrix hoort dat Eufrazie niet verbrand is en het verhaal eindigt dat er atoomraketten worden afgevuurd op Tollembeek.

## Culturele verwijzingen
- In dit album speelt koningin Beatrix een rol.
- In het begin wanneer Eufrazie en Urbanus grof vuil ophalen zie je het enge winkelmeisje uit album 59 Het zwarte winkeltje.
- Als Eufrazie zich verbrandt is er een cameraploeg van de NOS te zien.